# Vincent André (ingénieur)
Pour les articles homonymes, voir André.
Vincent-Francois-Noé-Alexandre André est un ingénieur aéronautique français, né dans le Finistère en 1887 et mort le 20 mai 1958. Il s'agit d'un personnage complexe, technicien, meneur d'hommes et amateur de sports. Sa biographie et son parcours professionnel restent partiels.

## Origine
Né en 1887 dans le Finistère, Vincent André est sorti diplômé de l'Institut catholique d'arts et métiers (ICAM) de Lille.

## Aéronautique

### Lioré et Olivier
Il travaille chez le constructeur d'avions Lioré et Olivier de 1914 à 1922. Il a dirigé une usine d'aéronautique à l'âge de 28 ans, ayant sous ses ordres 1 200 à 1 500 ouvriers.

### Radiateurs d’Aviation
Il s’était fait une réputation dans la fabrication des radiateurs d’Aviation et ceux-ci équipèrent un grand nombre d’avions prototypes et de série. Il est l'inventeur du radiateur thermique André, et monté sur la plupart des avions français entre 1918 et 1939. Il est aussi utilisé dans le LZ 127 Graf Zeppelin.
Il est aussi membre-fondateur du Syndicat des Ingénieurs mécaniciens le 3 avril 1919, qui rejoint l' Union des Syndicats professionnels d'ingénieurs français (USIF) déclarée légalement le 11 octobre 1919.

### Borel
A partir de 1939, il est nommé à la tête de l'usine des Établissements Borel située à Laval, où il applique son Système. À partir de juin 1941, cette entreprise travaille pour le compte de l'Allemagne : l'usine est protégée par l'Occupant, permettant aux jeunes d'échapper au Service du travail obligatoire,.

### Les turbulences de la Libération 1944-1945
À la Libération de la France, Vincent André doit rendre des comptes au Comité départemental de libération de la Mayenne (CDL), pour ses actes de collaboration avec l'ennemi. Il est arrêté le 17 septembre 1944 à la demande du CDL de la Mayenne, et interné. Transféré par le Service de Sécurité Militaire à Paris, il est libéré le 21 septembre 1944, et astreint à résidence. Le CDL de la Mayenne proteste en déclarant que ce Service n'a pas de compétences judiciares, et fait de nouveau arrêter André le 12 novembre 1944 par la brigade de police mobile d'Angers. Libéré le 22 décembre 1944, il est de nouveau assigné à résidence. Il est condamné par le Comité départemental de confiscation des profits illicites (CDCPI) avec une condamnation personnelle, et une condamnation pour l'entreprise. André est acquitté devant la Commission d'épuration professionnelle. André va donc effectuer deux séjours en prison, avant d'être finalement blanchi. Le PDG Gabriel Borel se suicide en septembre 1945,.
En 1946, le CDL de la Mayenne saisit un juge d'instruction de la Cour de Justice de Paris. André est alors devenu le seul responsable de la firme. On ne lui reproche pas d'avoir travaillé pour les Allemands, mais d'avoir instauré le salaire proportionnel, alors que celui-ci n'existait pas quand l'entreprise travaillait pour la Défense Nationale. Vincent André se défend tout azimuts, et condamner Borel équivaudrait à ruiner l'industrie française.

### Les échecs
Des difficultés de trésorerie, l'échec commercial du Max Holste MH-52 et une absence de soutien des politiques locaux ont finalement raison des Établissements Borel en 1949, qui est racheté par Brandt. La nouvelle entreprise devient la SCOMAM (Société de Construction Mécanique et Aéronautique de la Mayenne).
Vincent André, qui avait conservé un emploi de cadre à la SCOMAM, se retire au bout de quelques années, et meurt en 1958.

## Le système "Vincent André"
Il distingue 4 salaires :

1er : celui du contrat collectif 

2e : salaire social (assurances, part patronale, allocations familiales, congés payés, ... 

3e : salaire proportionnel 

4e : réserve cumulée par la caisse de compensation du salaire proportionnel 

Les 3e et 4e salaires sont distribués en tenant compte des résultats de chaque section de production 

Vincent André apparaît aussi sous l'Occupation comme conférencier et homme de plumes. Il est l'auteur de quelques opuscules rédigés entre 1943 et 1946, pour lesquels il a aussi un écho national dans la presse collaborationniste française : Au Travail, L'Atelier, La Vie industrielle. Il est proche des idées sociales d'Eugène Schueller.
Le système Vincent André se veut le fruit d'une synthèse. André cite les penseurs, intellectuels ou patrons qui l'ont inspiré : 
- Tomáš Baťa, Hyacinthe Dubreuil et Émile Rimailho pour les ateliers autonomes
- Émile Romanet pour la participation aux bénéfices ;
- Eugène Schueller pour le salaire proportionnel, qu'il fait évoluer.

Il s'agit d'une théorie, une vision de l'entreprise et des rapports sociaux qu'il va mettre en application aux usines de Laval. Vincent André indiquera en 1947 : Nous avons un système de participation aux résultats que beaucoup de maisons importantes, françaises ou étrangères, sont venues copier, mais ne cite aucun exemple.
S'il ne s'engage pas sur le plan politique dans la Révolution nationale, pour Albert Pierre Marie Joseph Vabre, préfet de la Mayenne, lors de ses éloges à l'inauguration des nouveaux ateliers de l'Ecole technique Borel, indique le 3 juin 1944, Borel est un modèle qui représente l'union parfaite de la famille industrielle et traduit dans la réalité de la Charte du Travail. Pour Jacques Carlier, ce système rentre dans le cadre de la Révolution sociale : les ouvriers, qualifiés d'associés, reçoivent un salaire proportionnel, une participation aux bénéfices.
Après la Libération de la France, Vincent André reprend la propagation de ses idées sociales : au moins 5 communications à Paris en 1945-1946 dans différentes congrès d'aviation. Sa nouveauté après-guerre est la création d'un Comité mixe à la Production qui étudie les meilleurs résultats de rendement et d'économie et assiste le Service des méthodes.
Jusqu'en 1949, André promeut son système social, en cherchant une synthèse ses systèmes proportionnels et la participation aux bénéfices. Hyacinthe Dubreuil signale que le système André est inspiré par les idées qu'il a soutenu sur la formation d'unités autonomes dans l'organisation industrielle.
La SCOMAM ne reprend pas à son compte le salaire proportionnel et plusieurs témoignages confirment que le patronat local de l'époque est pour quelque chose dans l'élimination de son dirigeant, qui reste indésirable. Il est aussi considéré persona non-grata d'une partie des politiques locaux. Rémy Foucault, dans l'Oribus, indiquera en conclusion qu' Ainsi par l'alliance plus ou moins consciente de quelques dirigeants politiques d'après-guerre et du patronat le plus traditionnel de la Mayenne, se trouvait écarté un dirigeant d'entreprise jugé trop hérétique.

## Pratique sportive
Vincent André est aussi arbitre de football. Sous l'occupation allemande, il encourage vivement la pratique sportive dans son usine, avec le Laval Aéronautique Club, société sportive de l'usine préparant à tous les sports, et avec une équipe de football par atelier. L'entreprise noue des liens étroits avec les clubs sportifs de Laval, dont le Stade Lavallois où ses meilleurs joueurs ont souvent un emploi réservé à l'usine.
Pendant la Seconde Guerre mondiale, le championnat de football est suspendu mais le Stade lavallois continue à jouer, avec quelques Lavallois et des joueurs salariés des Établissements Borel qui évitent ainsi d'être requis pour le service du travail obligatoire (STO) en Allemagne. Le directeur de l'entreprise Vincent André recrute de nombreux sportifs, et noue des liens étroits avec le Stade lavallois : ses meilleurs joueurs ont souvent un emploi réservé à l'usine, comme le gardien William Bambridge. Dans L'Ouest-Éclair du 18 juin 1941, l'industriel justifie cette politique, ayant été rappelé à l'ordre par le Commissariat général à l’Éducation et aux Sports, dirigé par Jean Borotra, dans les gouvernements du régime de Vichy. Celui-ci, partisan de la pratique populaire du sport et opposé à sa professionnalisation, cherche à promouvoir le sport amateur.

## Famille
Son fils Georges André est Champion de France universitaire du 400 m. Il met au point une bouteille à oxygène spéciale pour les athlètes à l'arrivée d'une course.
Il est aussi l'auteur de plusieurs brevets :
- Brevet FR 790398A Masque à gaz à distributeur d'air pur et d'air filtré et d'air ambiant et d'oxygène et d'air régénéré 1934-08-21
- Brevet FR 882965A Dispositif de commande électro-mécanique 1943-06-21

## Publications
- Le salaire proportionnel et la participation aux bénéfices dans une usine de construction mécanique et aéronautique, Paris, C.E.- G.O.S., 1943. 12 p.
- Des systèmes modernes de rémunération de la production, 1945. Présenté au Congrès de l'aviation, 12 p. en avril 1945. Analyse des systèmes de gain collectif : salaire proportionnel, sections autonomes, participation aux bénéfices. Le système André appliqué aux Etablissements Borel.
- La transformation de l'entreprise, 1946.

## Brevets d'inventions
- Brevet FR 559490A Radiateur en nid d'abeilles 1922-12-06
- Brevet DE 429390C Bienenkorb-, Waben- oder Zellenkuehler aus im Querschnitt laenglich-sechskantigen Rohren 1926-05-25
- Brevet ES 87467A1 Un sistema de radiador del tipo de panal. 1926-11-26
- Brevet FR 559949A Rideau régulateur de refroidissement pour radiateurs 1922-12-16
- Brevet FR 684475A Echangeur de température 1929-02-23
- Brevet FR 670198A Installation de chauffage pour machines volantes 1930-06-26
- Brevet FR 687807A Radiateur 1930-08-13
- Brevet FR 695702A Radiateur 1930-12-19

## Sources partielles
- L'Oribus. Groupe de recherches sur le mouvement social en Mayenne, N°16. 1985. ISSN 0294-4987. p. 42.